# Otto Münch
Otto Münch (* 23. Oktober 1885 in Meissen; † 26. Januar 1965 in Zürich) war ein Schweizer Stuckateur, Steinbildhauer und Bronzeplastiker. Bekannt wurde er vor allem durch die Gestaltung der beiden Bronzetüren des Grossmünsters in Zürich. Daneben schuf er zahlreiche Plastiken, Brunnenfiguren und Bauschmuck für Zürich.

## Leben und Werk

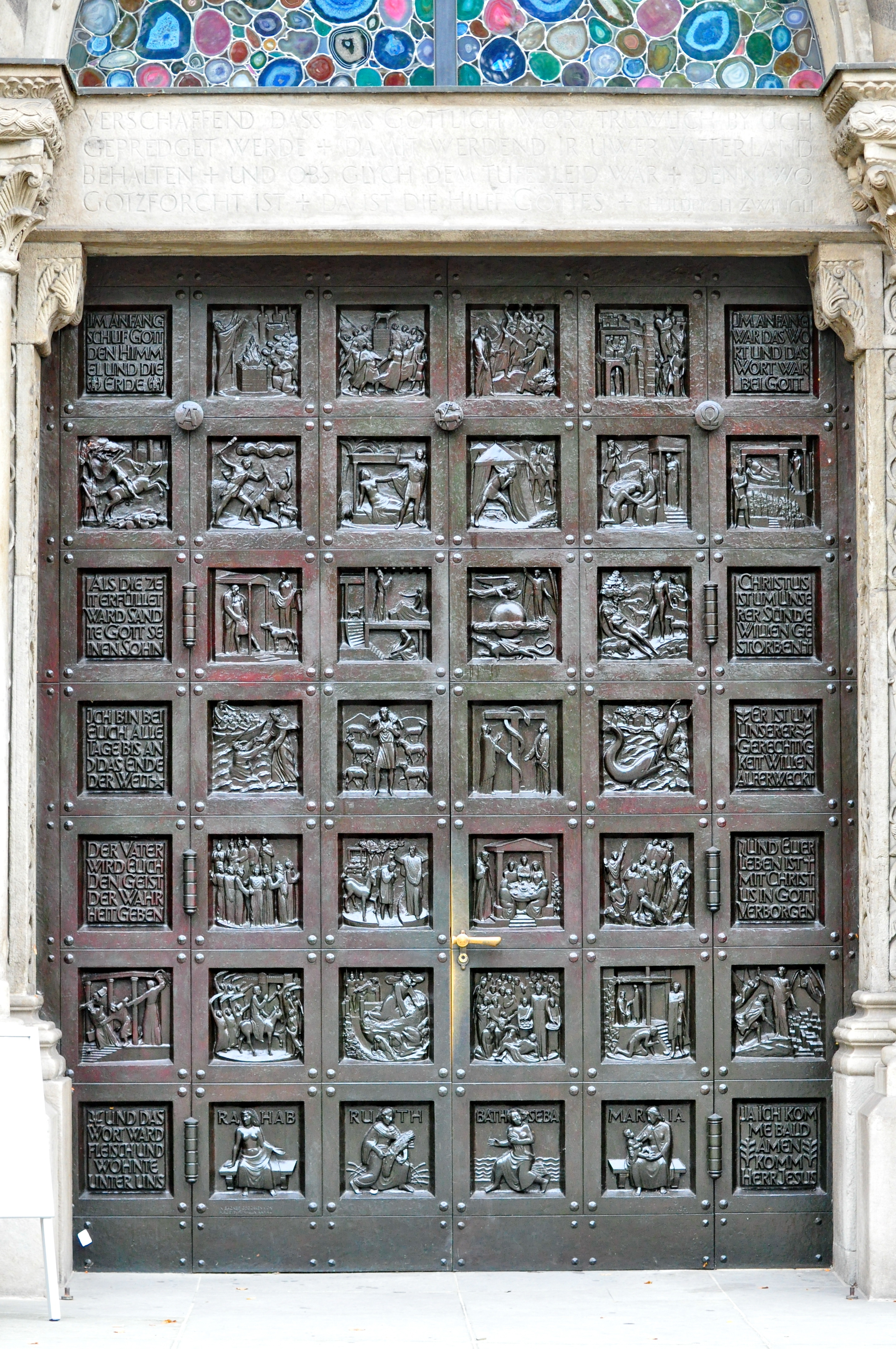
Portal am Grossmünster

Von 1900 bis 1904 absolvierte Münch in Meissen eine Lehre als Holzbildhauer, anschliessend liess er sich bis 1907 zum Bildhauer, Stuckateur und Innenarchitekt ausbilden. Von 1907 bis 1911 besuchte er in Dresden die Kunstgewerbeschule bei Bildhauer Karl Gross und Architekt Wilhelm Kreis.
1911 zog Münch nach Zürich, wo er im Architekturbüro Bollert & Herter arbeitete. Ab 1913 übernahm er mit seiner Ehefrau Maria Münch-Winkel (1883–1978) die Leitung der von Luise Stadler gegründete «Kunst- und Kunstgewerbeschule für Damen» und machte sich im ehemaligen Atelier von Arnold Böcklin in Zürich-Hottingen als Bildhauer selbständig. 
Als vorbildhaft für seine Figurendarstellungen nannte Münch selber Andrea Pisano, Ernst Barlach und Käthe Kollwitz. Im gleichen Jahr kam es zur ersten Zusammenarbeit mit den Architekten Otto und Werner Pfister, die in Zürich zahlreiche grosse Gebäude an prominenter Lage errichteten. Von 1912 bis 1914 gestaltete Münch die Jugendstil-Treppenhalle des Kaufhauses St. Annahof, die Aussenplastiken am Peterhof (Modehaus Grieder), am Leuenhof (Bank Leu) sowie deren Deckenstuck. Von 1919 bis 1922 hatte Münch die künstlerische Oberleitung für den Bauschmuck der Nationalbank Zürich inne und schuf die Modelle für die Pfeilerreliefs sowie Stuck und eine Plastik im Innern des Gebäudes.
1923 erhielt Otto Münch das Bürgerrecht von Zürich. Emilio Stanzani machte bei ihm von 1923 bis 1926 seine Bildhauerlehre. Ab 1929 lebte Münch für knapp 15 Jahre in Zollikon an der Höhestrasse. Nach 1930 schuf er vermehrt freistehende Plastiken sowie Bronzereliefs, Brunnenskulpturen und Gebrauchsobjekte. Aus den Jahren 1931/32 stammt beispielsweise der Meinrad-Lienert-Brunnen. 1933 erhielt er die Aufgabe, die Fassadenplastiken am Grossmünster zu restaurieren und teilweise durch Neuschöpfungen zu ersetzen. In diesem Zusammenhang stellte er eine Kopie der Figur Karls des Grossen am Südturm her.

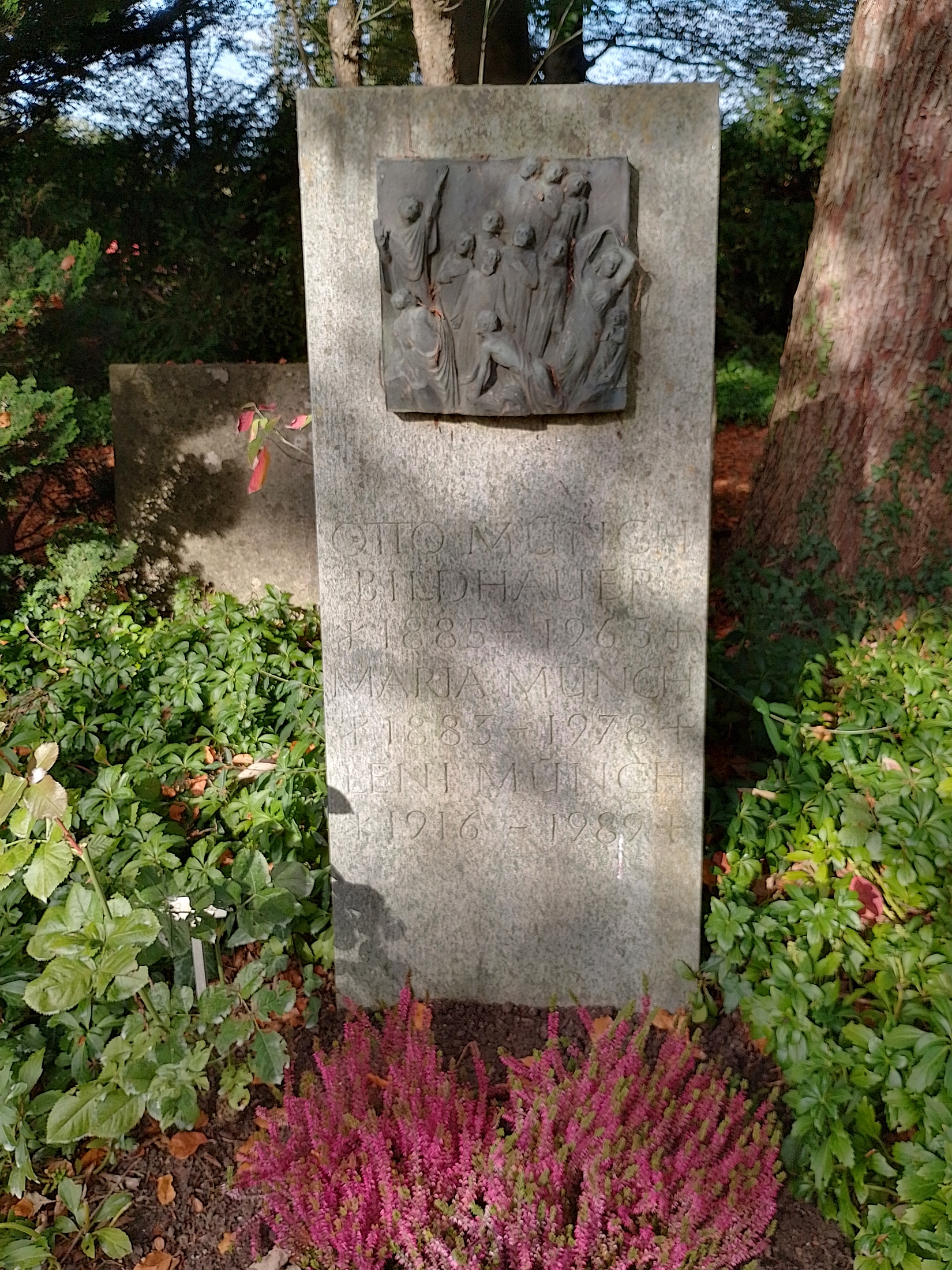
Grab, Friedhof Enzenbühl, Zürich

Durch den Auftrag, die bronzene Bibeltür am Grossmünster zu schaffen, erlangte Münch internationale Aufmerksamkeit. Die Bibeltür besteht aus 42 Relieffeldern und wurde 1950 vollendet. Dargestellt sind die Zehn Gebote, das Glaubensbekenntnis mit Vater, Sohn und Heiligem Geist, Geschichten aus dem Neuen Testament sowie Huldrych Zwinglis erste Grossmünsterpredigt. 1939 hatte Münch bereits die Zwinglitür mit 24 quadratischen Feldern fertiggestellt. Es folgten grössere Aufträge in Deutschland, unter anderem schuf Münch den Pfingstaltar für die St. Katharinenkirche in Hamburg. Das 1960 entstandene Bronzerelief Maurer, Zimmerleute, Mineure im Haus «Zum Schanzengraben» in Zürich ist Münchs letztes grosses profanes Werk. Während seiner jahrzehntelangen Tätigkeit hat er Plastiken, Brunnenfiguren und Bauschmuck für Zürich geschaffen. Münch war Mitglied des Schweizerischen Werkbundes sowie der Künstlervereinigungen Gesellschaft Schweizerischer Maler und Bildhauer GSMBA und Oktagon.
Die Mezzosopranistin Leni Münch (geb.18. April 1916; gest. 1989) war die Tochter des Ehepaars Münch-Winkel. Die letzte Ruhestätte fanden sie auf dem Friedhof Enzenbühl in Zürich.

## Nachwirkung
Nach seinem Tod gerieten Münch und seine Werke rasch in Vergessenheit; bis heute gibt es zu ihm weder eine Monographie noch ein Gesamtverzeichnis seiner Werke. 
Seine Formensprache orientierte sich an der Antike und der Renaissance. Münch abstrahierte seine Werke nicht, blieb der Tradition und dem Figurativen verhaftet und galt deswegen jahrzehntelang als unzeitgemäss. Die Brunnenfiguren werden als dekorative Objekte wahrgenommen, die Ornamente an den öffentlichen Bauten als Teil der Architektur. Die Bronzeplastik «Mädchen im Wind» (1936) steht beim Mythenquai wie verloren am Rand der Landiwiese an einer stark befahrenen Strasse. Bei keinem der Werke ist der Name des Künstlers angegeben.
Der Nachlass von Otto Münch wird im Schweizerischen Institut für Kunstwissenschaft SIK ISEA in der Villa Bleuler in Zürich Riesbach aufbewahrt. Unter der Signatur HNA_ 257 Otto_Münch werden in 13 systematisch erschlossenen Schachteln zahlreiche Dokumente zum Leben und Werk Münchs aufbewahrt.

## Werke (Auswahl)

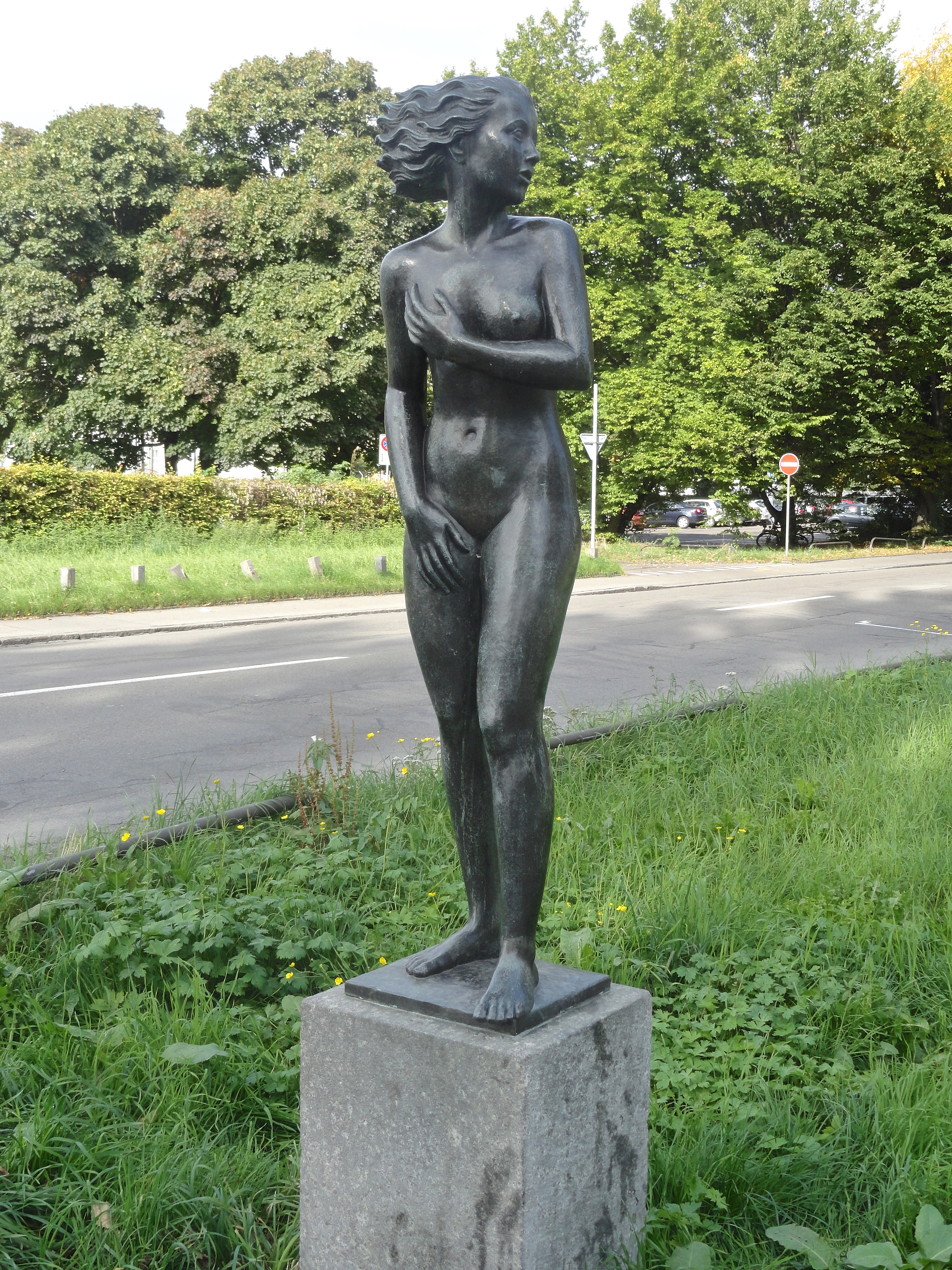
«Mädchen im Wind» Bronzestatue am Mythenquai, Zürich
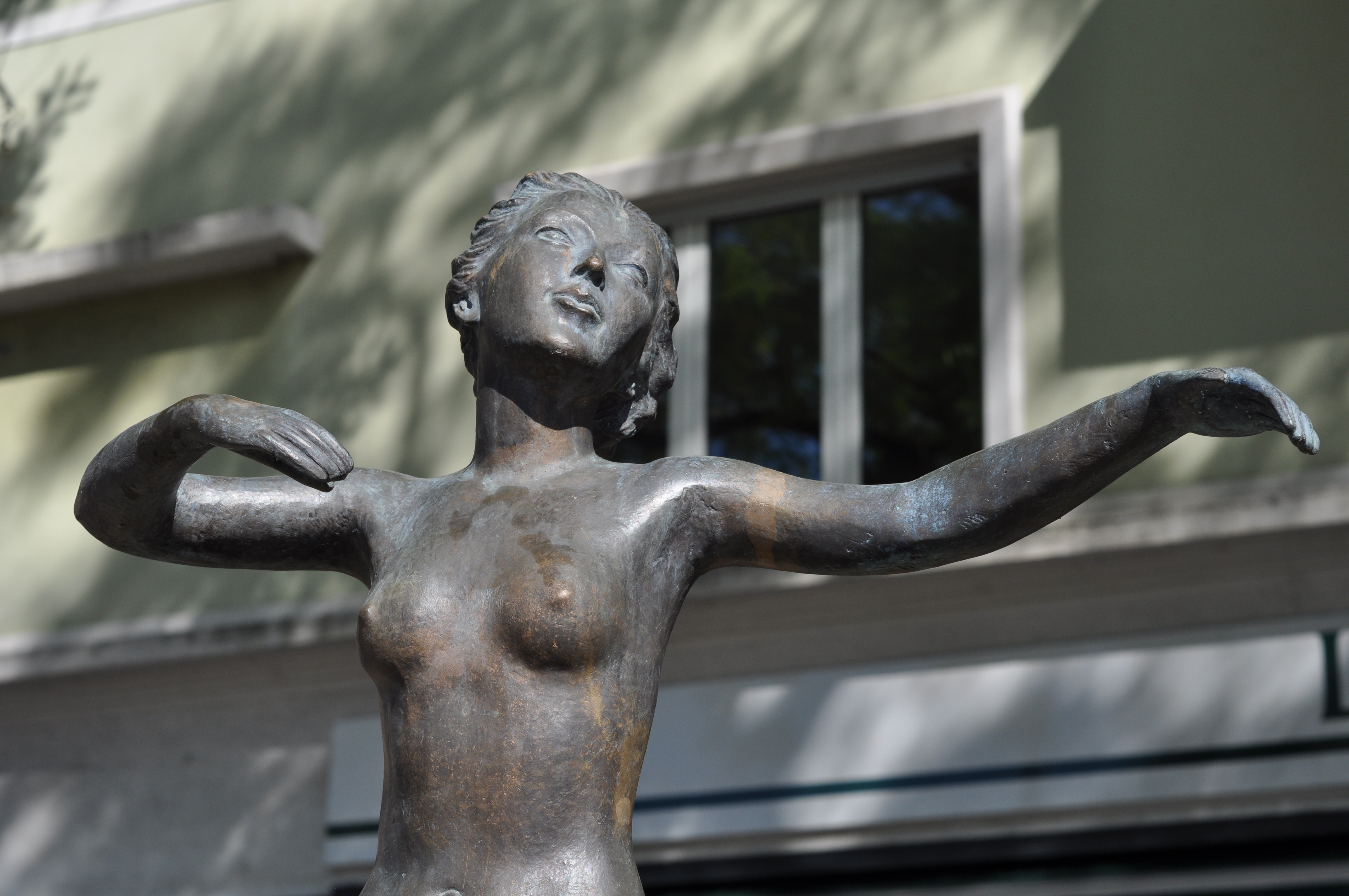
Brunnen mit Tänzerin, 1932
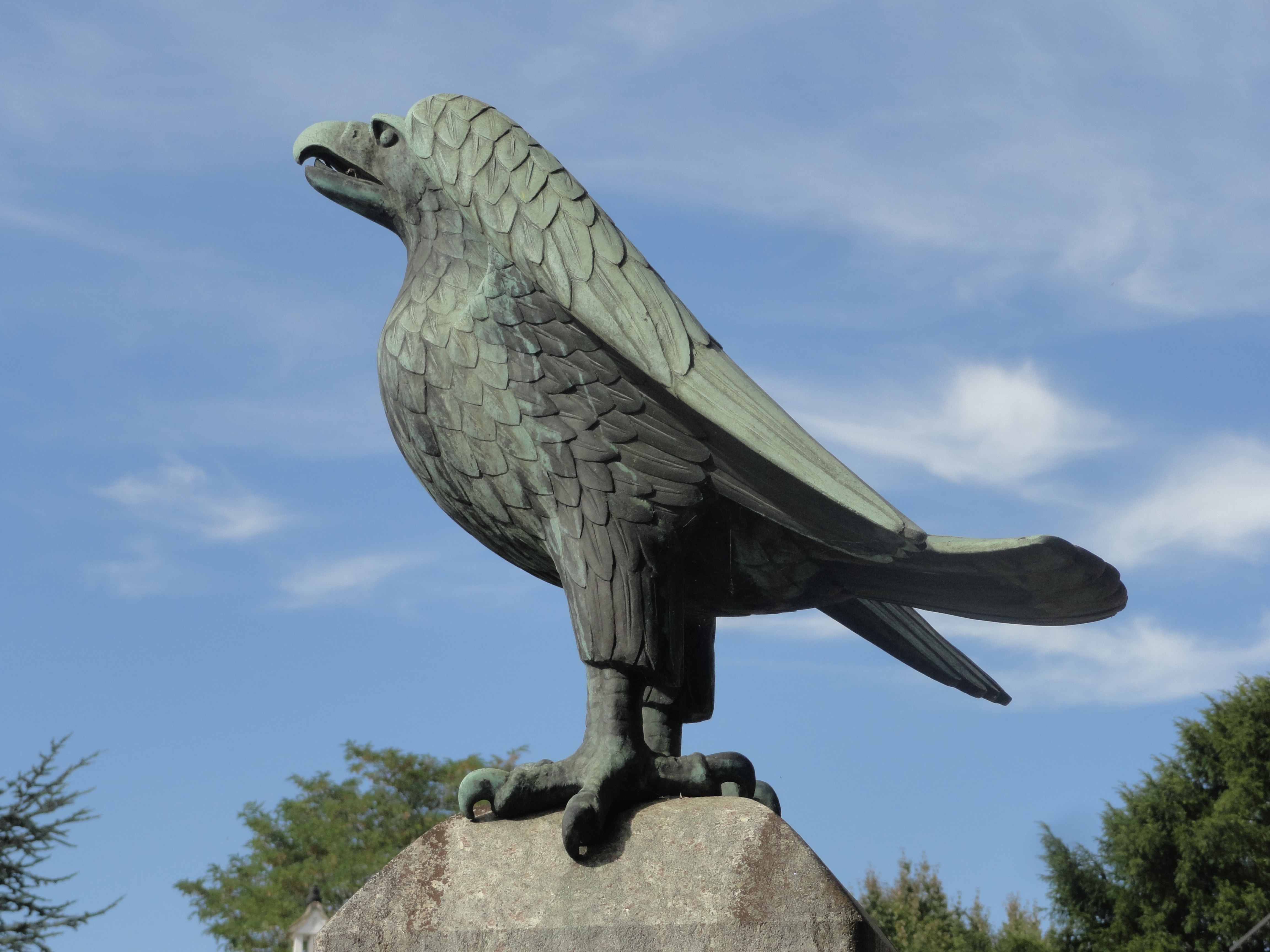
Brunnenfigur beim Dufourplatz in Zollikon
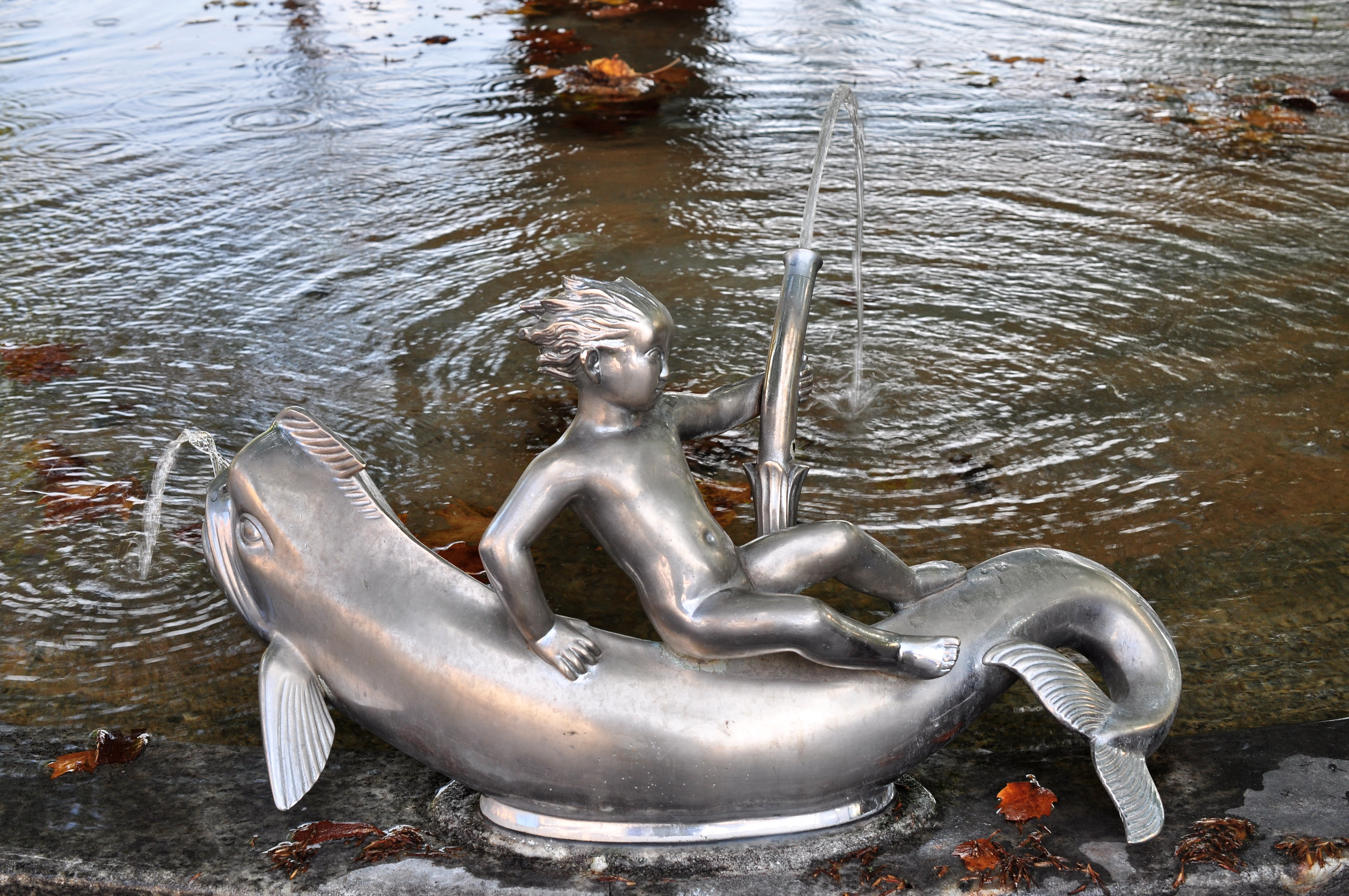
Brunnenfigur am Bellevue, Zürich
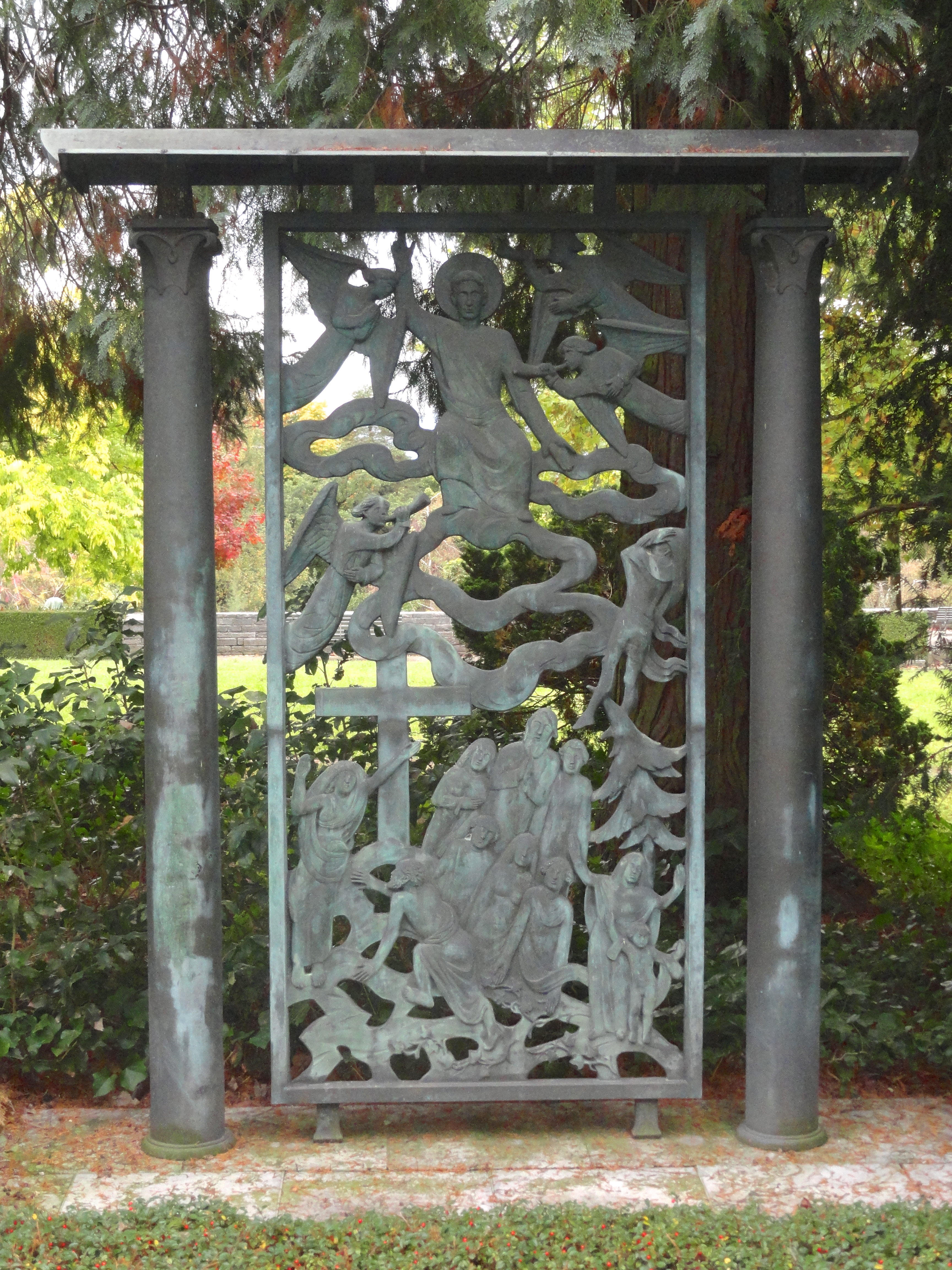
Grabmal der Familie Göhner, Friedhof Enzenbühl, Zollikon
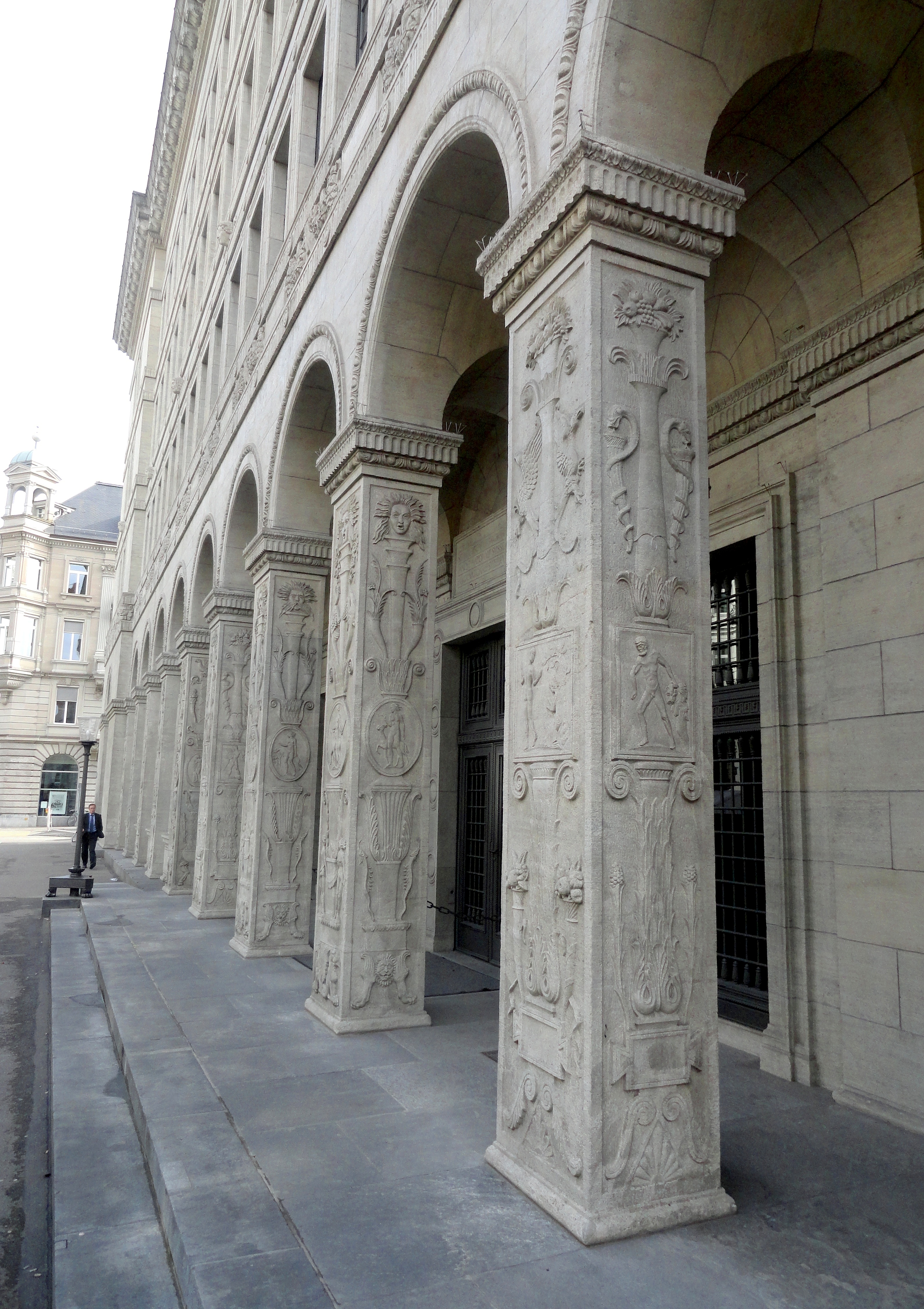
Säulen an der Nordfassade der Nationalbank Zürich